# FEGA & Schmitt Elektrogroßhandel

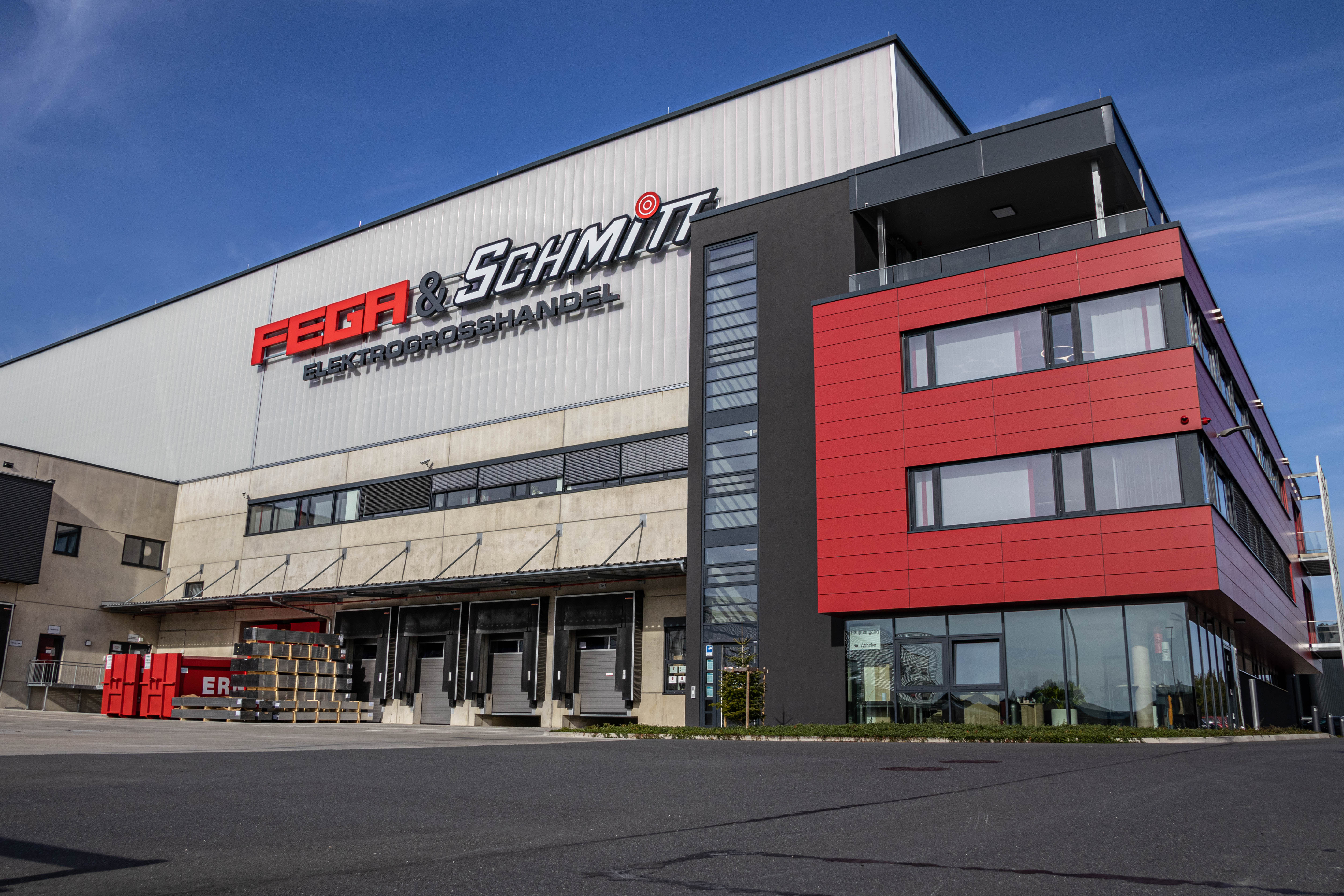
Vorderansicht des FEGA & Schmitt Logistikzentrums in Heilsbronn

FEGA & Schmitt Elektrogroßhandel GmbH ist ein Elektrogroßhändler mit 58 Standorten in Mittel- und Süddeutschland. Zu den Kunden zählen Industrie, Elektrofachhandel und Elektrohandwerk. Das Unternehmen mit Sitz in Ansbach ist Teil der Würth-Gruppe.

## Geschichte
Die Ursprungsfirma Schmitt Elektrogroßhandel GmbH & Co wurde 1943 in Fulda zur Beschaffung von Motoren und Dynamos für Notstromaggregate gegründet. Nach dem Zweiten Weltkrieg dehnte sich der Elektrogroßhandel Schmitt auf Produkte der Elektro- und Kfz-Technik aus. In den 1950er Jahren fungierte Schmitt Elektrogroßhandel als Zulieferer für die Produktion des Fuldamobils.
1978 wurde die zweite Ursprungsfirma FEG Elektro-Großhandels GmbH in Würzburg gegründet. Im Juli desselben Jahres wurde dann die Niederlassung mit der neuen Hauptverwaltung in Ansbach eröffnet. Auf Grund von Verwechslungsgefahr mit einem anderen Großhandelsunternehmen wurde die FEG 1979 in den bis heute verwendeten Namen FEGA (Fränkischer Elektro-Großhandel Ansbach) umbenannt.
Im Geschäftsjahr 1995 befand sich das Unternehmen FEGA in finanzieller Schieflage. In der Folge beteiligte sich 1996 die Würth-Gruppe an FEGA, diese übernahm 1999 auch die Schmitt GmbH & Co. Beide Unternehmen zusammen eröffneten 2003 einen gemeinsamen Online-Shop und errichteten 2006 ein gemeinsames Zentrallager in Heilsbronn. Am 1. Januar 2009 wurden beide zur FEGA & Schmitt Elektrogroßhandel GmbH zusammengeführt.
Das Zentrallager wurde 2019 durch ein neues Logistikzentrum erweitert.

## Produkte und Dienstleistungen
Das Stammsortiment des Unternehmens umfasst 45.000 Lagerartikel.